# Miia Nuutila
Miia Nuutila (* 12. Oktober 1972 in Forssa) ist eine finnische Schauspielerin und Moderatorin.

## Leben
Miia Nuutila wurde 1992 bis 1996 an der Theaterakademie Helsinki ausgebildet. Sie wurde dann als Theater- und Filmschauspielerin, vor allem in humoristischen Rollen, tätig. 2007 bis 2016 moderierte sie Maajussille morsian, die finnische Version von Bauer sucht Frau. 2009 nahm sie an der Tanzshow Tanssii tähtien kanssa, dem finnischen Let’s Dance teil, wo sie den 6. Platz erreichte. 2010 spielte sie bei Helden des Polarkreises mit.

## Filmografie (Auswahl)
- 1998: Vain muutaman huijarin tähden (Miniserie)
- 1998–2002: Isänmaan toivot (Fernsehserie)
- 2001–2002: Vaimonsa mies (Fernsehserie)
- 2005: Tahdon asia (Fernsehserie)
- 2005: FC Venus – Fußball ist Frauensache (FC Venus)
- 2006: Suden arvoitus
- 2010: Helden des Polarkreises (Napapiirin sankarit)
- 2013: 21 tapaa pilata avioliitto
- 2016–2018: Ex-onnelliset (Fernsehserie)
- 2019: Bordertown (Sorjonen, Fernsehserie, zwei Folgen)
- seit 2022: Nurses (Syke, Fernsehserie)